# ラトコ・ムラディッチ

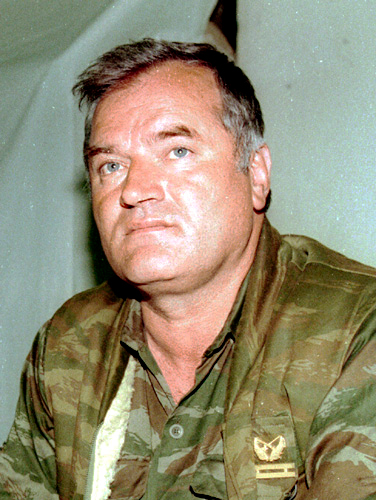
司令官時代のムラディッチ。1993年

ラトコ・ムラディッチ（セルビア語:Ратко Младић / Ratko Mladić、IPA: ['ratkɔ ˈmlaːditɕ]、1942年3月12日 - ）は、ユーゴスラビア、およびスルプスカ共和国の軍人。ボスニア・ヘルツェゴビナがユーゴスラビアから独立した際、ボスニア・ヘルツェゴビナから一方的に分離を宣言したセルビア人共和国（スルプスカ共和国）の参謀総長となった。ムラディッチはボスニア・ヘルツェゴビナ紛争が続いた1992年から1995年までスルプスカ共和国軍（セルビア語: Vojska Republike Srpske、以下VRS）の参謀総長であった人物である。
ムラディッチは1992年から1995年にかけて行われたサラエヴォに対する包囲攻撃（サラエヴォ包囲）と、1995年7月11日にスレブレニツァで8000人以上のボシュニャク人が殺害されたスレブレニツァの虐殺に関連し、ジェノサイド、戦争犯罪、人道に対する罪などの容疑でハーグの旧ユーゴスラビア国際戦犯法廷（以下ICTY）から起訴された。
ムラディッチに対しては、ICTYのRule61に基づいて国際令状が出された。アメリカ合衆国はムラディッチとラドヴァン・カラジッチの逮捕に500万ドルの懸賞をかけている。セルビア政府は2007年10月11日に、ムラディッチの逮捕に繋がる情報に対して100万ユーロの懸賞を掛けると発表した。カラジッチは2008年7月に逮捕され、ハーグに送られたものの、ムラディッチの所在についてはその後も不明であった。2011年5月26日に、ムラディッチの逮捕がセルビアのボリス・タディッチ大統領により発表された。
2011年5月31日、旧ユーゴスラビア国際戦犯法廷のあるオランダのハーグに移送され、2017年11月に終身刑を言い渡され、2021年に刑が確定した。

## 経歴
サラエヴォ南西部ヤホリナ山近くの村ボジャノビッチにて生まれる。ムラディッチが生まれた時には、この地域はナチス・ドイツの傀儡国家としてつくられたクロアチア独立国に属していた。ムラディッチの父ネジョ（Neđo）はパルチザンのゲリラ戦闘員であり、1945年春に戦死している。
小学校卒業後、サラエヴォ市内の「チトー商会」にて板金職人として働いていたが、1961年にゼムンの軍事工業学校に入学し、次にKOV士官学校、そして士官大学をトップの成績で卒業した。1965年9月27日、第3軍区に配属され、11月4日にスコピエにて歩兵第89連隊の補給部隊小隊長として勤務するようになる。1969年4月、偵察小隊指揮官に任ぜられ、以降順調に出世を重ねた。
1991年6月、ムラディッチは緊迫したコソボのプリシュティナの部隊の副司令官となる。その後すぐにクロアチア情勢の急激な変化に伴いクニンへの移動を命じられ、ユーゴスラビア人民軍（Yugoslav People's Army, 以下JNA）の第9部隊の司令官となり、クロアチア軍との戦いに身を投じてゆく。1991年10月4日、ムラディッチは少将（Major General）に昇進する。ムラディッチの指揮下、クロアチア紛争で戦っていたJNAはダルマチア地方をクロアチアの他の地域から分断させようとするも失敗。一方でムラディッチはミラン・マルティッチの民兵組織を援助し、キイェヴォの占領を支援した。
1992年4月24日、ムラディッチは中将（General Lieutenant-Colonel）に昇進する。ムラディッチと彼の部下達は、ボスニア共和国の独立宣言の1ヵ月後の5月2日にベオグラードからの指令を受け、サラエヴォの街を包囲、街と外を繋ぐ交通網を全て封鎖したうえ、水や電気といった生活インフラも停止させる。これがその後4年に渡ったサラエヴォ包囲の始まりであった。サラエヴォには断続的な爆撃とスナイパーによる無差別射撃が加えられた。5月9日、ムラディッチはユーゴスラビア人民軍（JNA）の第2軍区司令部参謀長兼任副司令に昇進。翌5月10日には司令官に任ぜられた。
1992年5月12日、ボスニア・セルビア議会はスルプスカ共和国軍 (VRS) を作ることを決定。ムラディッチはVRSの参謀総長に任命され、以降1996年12月まで任官(1992年5月にJNAがボスニアから撤退し、JNAの第二軍管区はVRSの中核となった)。1994年6月24日には8万の兵員を隷下に置く大将（General Colonel）に昇進した。
1995年7月、ムラディッチの軍はサラエヴォから撤退。以後、国連の安全地帯であったスレブレニツァとジェパの解放を求めるNATO軍によるデリバリット・フォース作戦によって苦しめられる。スレブレニツァではムラディッチの命令のもと、推定で8,300人が処刑されたと見られている（スレブレニツァの虐殺）。
1995年8月4日、クロアチア軍はクライナ・セルビア人共和国への大規模な攻撃の準備を整えた。カラジッチはムラディッチを司令官の地位から外し、以降は自身で軍を指揮すると発表。カラジッチは、ボスニア西部の2つのセルビア系主要都市を失った責任はムラディッチにあるとし、命令系統の変更の口実とした。ムラディッチは軍事顧問に降格されることになったが彼はこれに抗議し、セルビア人達に声援を求めた。カラジッチはムラディッチを「狂人」と呼ぶなどしたが、ムラディッチの人気は高く、結局8月11日に前言を撤回せざるをえなくなった
1996年11月8日、セルビア共和国大統領のビリャナ・プラヴシッチはムラディッチをその地位から降ろした。

## 指名手配

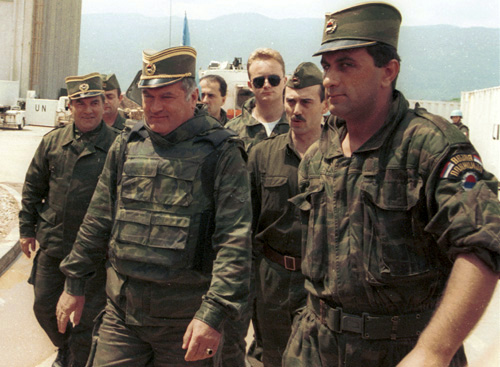
ボスニア内戦時のムラディッチ

1995年7月24日、ムラディッチはハーグのICTYより、ジェノサイドや人道に反する罪、戦争犯罪（サラエヴォでの無差別射撃を含む）の容疑で起訴された。同年11月16日、ムラディッチに対する容疑は増え、1995年7月に国連が安全地帯としたスレブレニツァへの攻撃も含まれるようになる。また、国際連合平和維持活動に携わっていた職員等を捕虜にとった容疑も掛けられている。
ムラディッチはセルビアかスルプスカ共和国に潜伏していると考えられた。2000年3月にはベオグラードで行われた中国対ユーゴスラビアのサッカーの試合を観戦したと報道された。ムラディッチはVIPの入り口から入り、8人のボディガードに守られながら特別席で観戦したと言われている。ロシア連邦の首都モスクワの郊外で目撃されたとか、ギリシャのテッサロニキやアテネを定期的に訪れているといった情報もあった。また、サラエヴォからそれほど遠くないスルプスカ共和国のハン・ピイェサク（Han Pijesak）に潜伏しているという情報もあった。2006年2月始め、セルビア軍諜報部の一部はセルビアの新聞『Politika』に、2002年6月1日、セルビアの議会がICTYと協力するという法案を通過させた時まで、ムラディッチはスルプスカ共和国軍とユーゴスラビア人民軍の施設に匿われていたとの情報を漏らした。当時のユーゴスビア軍の参謀長（Chief General）であった ネボイシャ・パヴコヴィッチ（Nebojša Pavković）がムラディッチ側に施設を明け渡すように求めたとも言われている。
2004年11月、イギリスの防衛関係者たちは、カラジッチや他の容疑者の逮捕には、軍事行動よりも、バルカン半島諸国の政府に対して政治的な圧力を加えることがより効果的ではないかと語った。
2005年6月に『タイムズ』紙は、ムラディッチはICTYに自首するとすれば、自分の家族とボディガード達のために500万ドルの"保証金" を求めていると報じた。
セルビア政府は自国ではいまだに人気のあるムラディッチの足取りを注意深く追跡した。政府としては右派の有権者の支持を失いたくは無いが、将来の欧州連合（EU）参加のためにハーグの要求にも従う必要があるとの見方もしている。
2006年2月21日、ムラディッチはベオグラードで逮捕され、トゥズラ経由で旧ユーゴスラビア国際戦犯法廷のあるデン・ハーグ（オランダ）に移送されると見られていたが、セルビア政府はこれを否定した。しかし、セルビア政府は、降伏に関してムラディッチと交渉しているのではないかという噂は否定しなかった。
2006年2月22日、ICTYのカルラ・デル・ポンテはムラディッチが逮捕されたという噂を全く根拠の無いものとして否定した。カルラ・デル・ポンテはセルビア政府に対して、ムラディッチ逮捕をこれ以上遅らせないことを求め、ムラディッチは1998年以来セルビアにおり、セルビア当局の手の届く範囲にいると語った。また、逮捕されないならば、セルビアのEU参加に大きな障害となるであろうとも語った。
2006年2月22日、ルーマニア政府とセルビアのメディアは、ムラディッチが、ルーマニアとイギリスで構成された作戦によってルーマニアのドロベタ＝トゥルヌ・セヴェリンで逮捕されたと報じた。この作戦は成功しなかったが、しかしセルビア・モンテネグロがEU参加のための努力を表すものとなった。
2006年5月1日、カルラ・デル・ポンテにより提示された逮捕期限が過ぎ、セルビアとEUの間の加盟交渉は中断された。ムラディッチはベオグラードにおり、住居を定期的に変えているといった報道もされたが、真偽の程は明らかではなかった。
その後、ムラディッチはロシアにいるという報道もなされた。2006年6月には3度目の卒中の発作を起こし、回復の見込みは少ないとも報道された。同時期にセルビア人民主党の報道官であるアンドリヤ・ムラデノヴィッチ（Andrija Mladenović）は、逮捕される前にムラディッチが死亡した場合、EU加盟交渉中断の責任はどこにあるのかとの疑問を呈した。いくつかの情報筋は、加齢と健康状態の悪化により、ムラディッチの外見は以前と比べて変わってきているとも伝えられた。
2011年5月26日に、セルビアのボリス・タディッチ大統領によりムラディッチが同国内で逮捕され、身柄は旧ユーゴスラビア国際戦犯法廷へ引渡す方針であることが発表された。なお、セルビア首都ベオグラードで彼の逮捕をめぐる抗議デモが起きている。
2011年5月31日、旧ユーゴスラビア国際戦犯法廷のあるデン・ハーグに移送された。

## 逮捕後・裁判
2011年6月3日、人定質問や起訴事実の朗読などの予備審理のため、旧ユーゴスラビア国際戦犯法廷に初出廷した。ジェノサイド、人道に対する罪など11の罪状を挙げた起訴事実の読み上げに対し、ムラディッチ被告は「不快だ。聞いたこともない」と述べ、罪状認否を拒否した。
2011年7月4日、旧ユーゴスラビア国際戦犯法廷に2回目の出廷。裁判長が起訴状の読み上げに移った際、ムラディッチ被告は「ノー、ノー、ノー。それを読むな。一言もだ」と叫び裁判を妨害をし、裁判長に退廷を命じられた。
2012年5月16日、ムラディッチ被告の裁判が開始された。法廷では「喉をかき切るジェスチャー」を行い、裁判長から咎められた。
2015年6月、裁判の証人としてハーグに召喚するため、ノルウェー人将校を探しているとメディアが報じている。
2016年12月7日、旧ユーゴスラビア国際戦犯法廷で検察は最高刑となる終身刑を求刑し、2017年11月22日に終身刑が言い渡された。
2020年8月25日-26日、「国際刑事法廷メカニズム」で控訴審が行われ、ムラディッチ被告は「国を守っただけだ」と無罪を主張した。国際刑事法廷メカニズムは一審判決を支持し、2021年6月8日に終身刑が確定した。
2024年5月、ムラディッチの弁護団は深刻な健康問題を理由に「セルビアへの移送または釈放」をIRMCTに申請した。
2025年6月、IRMCTに「末期ケア」が申請され、正式にムラディッチが「余命は数か月」と見なされていることが記録された文書が公開された。弁護側は、「生命末期との判断から、セルビアで最期を迎えることが人道的」として仮釈放または条件付き釈放をIRMCTに申請しており、行政的処遇改善と家族との最期の時間が必要と主張している。

## 家族
ムラディッチは妻ボサ・ムラディッチ（Bosa Mladić）との間に息子ダルコ (Darko)と娘アナ・ムラディッチ（Ana Mladić）がいる。息子ダルコ (Darko)は2006年に妻アイダ (Aida)との間に息子が生まれており、ムラディッチにとって初めての孫となる。
1994年3月、ベオグラード大学で医学を学んでいた23歳のアナ・ムラディッチは、父親の銃で自殺してしまった。彼女の自殺の原因としては、当時父親がセルビアのメディアから激しい批判を浴びていたことがあると考えられている。

## 参照
1. ↑  Bulatovic, Ljiljana (2001). General Mladic. Evro
2. ↑  Janjić, Jovan (1996). Srpski general Ratko Mladić. Matica srpska. p. 15
3. ↑  “Mladic shows no remorse as war crimes trial opens”. CNN. (2012年5月17日)
4. ↑  “アーカイブされたコピー”. 2008年4月17日時点のオリジナルよりアーカイブ。2015年7月13日閲覧。
5. ↑   “アーカイブされたコピー”. 2008年12月8日時点のオリジナルよりアーカイブ。2007年10月12日閲覧。 B92
6. 1 2  “重要戦犯・ムラジッチ被告逮捕…7千人虐殺指揮”. 読売新聞. (2011年5月26日) 2011年5月26日閲覧。 {{cite news}}: |work=、|newspaper=引数が重複しています。 (説明)⚠
7. 1 2  “戦犯ムラディッチ被告をハーグに移送、国際法廷で審理開始へ”. ロイター. (2011年6月1日) 2012年7月4日閲覧。
8. ↑  「ボスニアの虐殺者」ムラディッチ被告に終身刑、旧ユーゴ法廷 AFP BB News（2017年11月23日）
9. 1 2  ムラディッチ被告の終身刑確定 「ボスニアの虐殺者」AFP BB News（2021年6月9日）同日閲覧
10. ↑  http://news.bbc.co.uk/2/hi/europe/1423551.stm
11. ↑  http://www.timesonline.co.uk/article/0,,13509-2051525,00.html
12. ↑  http://www.evz.ro/article.php?artid=251069
13. ↑  http://arhiva.kurir-inFoča.yu/Arhiva/2006/jun/23/V-05-23062006.shtml
14. ↑  「ムラディッチ被告、虐殺関与を否定 セルビアでは1万人抗議集会」AFP（2011年5月30日）
15. 1 2  “ムラディッチ被告が戦犯法廷初出廷 「不快だ」と罪状認否拒否”. 日本経済新聞. (2011年6月3日) 2013年4月27日閲覧。
16. 1 2  “旧ユーゴ戦犯法廷、ムラディッチ被告に審理妨害で退廷命じる”. ロイター. (2011年7月5日) 2013年4月27日閲覧。
17. 1 2  “旧ユーゴ戦犯ムラディッチ被告の公判開始、遺族挑発する場面も”. 朝日新聞. (2012年5月17日) 2013年4月27日閲覧。
18. 1 2  “旧ユーゴ戦犯ムラディッチ被告の公判開始、遺族挑発する場面も”. ロイター. (2012年5月17日) 2013年4月27日閲覧。
19. ↑  http://www.dagbladet.no/2015/07/14/nyheter/krigsforbrytelser/rettssaker/krig_og_konflikter/40151195/
20. ↑  “ムラディッチ被告に終身刑求刑＝ボスニア内戦時の集団虐殺”. 時事通信社. (2016年12月8日) 2017年5月30日閲覧。
21. ↑  “国際戦犯法廷 旧ユーゴのムラディッチ氏終身刑 虐殺の罪”. 毎日新聞. (2017年11月22日) 2017年11月23日閲覧。
22. ↑  “ボスニア大虐殺、ムラディッチ被告が無罪主張 控訴審で「国守っただけ」強調”. Mainichi Daily News. (2020年8月28日) 2020年9月10日閲覧。
23. ↑  “ボスニア内戦の大虐殺、無罪主張 戦犯裁判の正当性も否定”. 東京新聞 TOKYO Web.   東京新聞社 (2020年8月27日). 2020年9月10日閲覧。
24. ↑  “Mladic defence seeks his release to Serbia on health grounds”. Reuters. (2024年5月6日) 2025年6月13日閲覧。
25. ↑  “Seeking Ratko Mladic's Release, Lawyers Claim He Has 'Months to ...'”. Balkan Insight. (2025年6月3日) 2025年6月13日閲覧。
26. ↑  “Ratko Mladic: 'Terminally ill' Bosnian Serb general serving life for genocide seeks release”. The Irish Times. (2025年6月9日) 2025年6月13日閲覧。
27. ↑  “Mladic’s Defense Requests Urgent Release “Due To Terminal Illness””. Sarajevo Times (2025年6月4日). 2025年6月13日閲覧。
28. ↑  “Mladic’s Defense Requests Urgent Release “Due To Terminal Illness””. Sarajevo Times (2025年6月4日). 2025年6月13日閲覧。
29. ↑  “Seeking Ratko Mladic's Release, Lawyers Claim He Has 'Months to ...'”. Balkan Insight (2025年6月3日). 2025年6月13日閲覧。
30. ↑  “Ratko Mladić requests temporary release due to critical health condition”. Vijesti (2025年6月3日). 2025年6月13日閲覧。